# クニノハナ
クニノハナは、日本の競走馬、繁殖牝馬。1970年に中央競馬牝馬三冠路線の最終戦として創設されたビクトリアカップの第1回優勝馬である。主戦騎手は目野哲也。孫に1991年の有馬記念優勝馬・ダイユウサクがいる。

## 経歴

### デビューまでの経緯
馬主の内藤博司と管理調教師の内藤繁春は兄弟であり、繁春が廃業の危機にあった義兄・鈴木和雄の厩舎を建て直すための一助として、実業家として成功を収めていた博司に、馬主として所有馬を預託するよう依頼していた。しかし血統が地味で安価な馬ばかりを持たせた結果、その所有馬に目立った活躍は見られなかった。内藤繁春によるとそれらは血統的に優れた競走馬ではなく無理もないことであったが、博司は「多少金はかかってもいい馬を買いたい」と望み、当時人気種牡馬であったネヴァービートの産駒を購入することにした。しかし購入者の決まっていないネヴァービート産駒はなかなか見つからず、やっとのことで貧相な馬体をした牝馬を280万円で購入することにした。繁春の危惧したとおりこの牝馬は体質が弱く、骨軟症という病気の影響で骨も脆かった。

### 戦績
1969年12月の阪神開催でデビュー。幼駒の頃から体質が弱かったこともあり、翌年2月1日の未勝利戦で初勝利を挙げるまでに4戦を要した。その後条件戦で好走するものの、すんなりと勝ち上がることができず、同年4月に出走した桜花賞では20頭立て16着と大敗。5月に2勝目を挙げたが、続く2戦でいずれも勝つことができず、使い詰めでもあったことから夏場を休養に出された。
9月に復帰すると、緒戦の300万下条件戦で3勝目を挙げる。続く同条件の特別戦も連勝すると、次走の重賞・京都牝馬特別では4番人気に支持され、春の優駿牝馬（オークス）優勝馬・ジュピックや同2着のケイサンタ等を退けて重賞初勝利を挙げた。繁春は調教師として、博司は馬主として、そして騎乗した目野哲也のいずれにとっても、これが初めての重賞勝利であった。
11月22日、当年より創設されたビクトリアカップに出走。桜花賞優勝馬タマミ、オークス優勝馬ジュピックがいずれも不在という中で、当日は5番人気であった。レースは2着エリモローズをクビ差退けて優勝。重賞2連勝と共に本競走の第1回優勝馬となった。競走後に行われた祝勝会において、繁春は博司から「俺は商売で一旗揚げたが、お前はいつまでもパッとしなかった。でも今では俺を追い抜いたと思う。お前には負けたよ」と言葉を掛けられたという。繁春が競馬界に入る際、猛烈に反対していた父親を説得したのは博司だったという事情があり、繁春は後に自著の中で「少しだけ恩返しができたと思った。私たち兄弟にとって、クニノハナは忘れられない馬になった」と記している。
その後は翌年明けの金杯（西）で3着と好走、続くオープン特別戦でも3着となったが、以後凡走を繰り返し、同年6月の阪急杯9着を最後に競走馬を引退し、繁殖入りとなった。購買時に繁春が懸念していた獲得賞金は延べ4000万円超にも上った。

### 繁殖牝馬時代
以後は北海道浦河町の本巣牧場で繁殖牝馬となった。第5仔サロニカクインは中央競馬で6勝を挙げたが、他に目立った産駒は現れず、1989年の出産を最後に繁殖から用途変更となった。その後、1991年の有馬記念において、第3仔クニノキヨコの仔で、繁春が管理するダイユウサク（当日15頭立て14番人気）が、圧倒的1番人気のメジロマックイーンを破って優勝するという波乱を演じた。

## 全成績
| 年月日 | 年月日 | 年月日 | 開催場 | レース名         | 頭数 | 人気 | 着順 | 距離（状態）  | タイム | 着差  | 騎手       | 斤量 [kg] | 勝ち馬/（2着馬）       |
| ------ | ------ | ------ | ------ | ---------------- | ---- | ---- | ---- | ------------- | ------ | ----- | ---------- | --------- | ---------------------- |
| 1969.  | 12.    | 13     | 阪神   | 新馬             | 10   | 10   | 05着 | 芝1200m（良） | 1:14.7 | -1.0  | 安田伊佐夫 | 51        | ミスダイテン           |
|        | 12.    | 28     | 阪神   | 新馬             | 13   | 5    | 04着 | 芝1200m（良） | 1:13.4 | -1.2  | 安田伊佐夫 | 51        | キシュウホマレ         |
| 1970.  | 01.    | 18     | 京都   | 未出走未勝利     | 8    | 2    | 03着 | 芝1400m（良） | 1:26.8 | -0.4  | 目野哲也   | 51        | スマノフブキ           |
|        | 02.    | 01     | 京都   | 未出走未勝利     | 15   | 2    | 01着 | 芝1400m（不） | 1:30.2 | -1.0  | 安田伊佐夫 | 51        | （インターゴールド）   |
|        | 02.    | 22     | 京都   | 100万下          | 8    | 2    | 02着 | 芝1600m（重） | 1:42.8 | -1.3  | 目野哲也   | 51        | スルガリュウ           |
|        | 03.    | 07     | 京都   | 山藤賞           | 13   | 6    | 05着 | 芝1600m（重） | 1:43.2 | -0.8  | 目野哲也   | 51        | ヒデシャイン           |
|        | 03.    | 29     | 阪神   | 100万下          | 14   | 5    | 02着 | 芝1900m（良） | 1:57.6 | -0.1  | 目野哲也   | 51        | ウゲツ                 |
|        | 04.    | 05     | 阪神   | 桜花賞           | 20   | 16   | 16着 | 芝1600m（良） | 1:40.2 | -2.3  | 目野哲也   | 55        | タマミ                 |
|        | 04.    | 25     | 阪神   | 100万下          | 13   | 1    | 02着 | 芝1600m（不） | 1:42.2 | -0.0  | 目野哲也   | 51        | サイビリュウ           |
|        | 05.    | 03     | 阪神   | 100万下          | 13   | 1    | 02着 | 芝1600m（良） | 1:37.5 | -0.1  | 目野哲也   | 51        | ネバーフォード         |
|        | 05.    | 17     | 阪神   | 100万下          | 13   | 1    | 01着 | 芝1900m（稍） | 1:58.8 | -0.3  | 目野哲也   | 51        | （クラウナー）         |
|        | 05.    | 30     | 阪神   | 250万下          | 14   | 3    | 05着 | 芝1900m（良） | 1:58.3 | -0.4  | 目野哲也   | 51        | ネバーフォード         |
|        | 06.    | 14     | 阪神   | 250万下          | 7    | 3    | 02着 | 芝1900m（重） | 1:58.8 | -0.4  | 目野哲也   | 51        | コウイチバード         |
|        | 09.    | 12     | 阪神   | 300万下          | 8    | 1    | 01着 | 芝1600m（良） | 1:36.6 | -0.1  | 目野哲也   | 52        | （リリルー）           |
|        | 10.    | 03     | 阪神   | 甲陽特別         | 11   | 1    | 01着 | 芝1900m（良） | 1:58.4 | -0.2  | 目野哲也   | 53        | （タイヨーファンシー） |
|        | 11.    | 01     | 京都   | 京都牝馬特別     | 14   | 4    | 01着 | 芝1600m（良） | 1:37.2 | -0.2  | 目野哲也   | 52        | （ケイサンタ）         |
|        | 11.    | 22     | 京都   | ビクトリアカップ | 12   | 5    | 01着 | 芝2400m（稍） | 2:33.9 | -クビ | 目野哲也   | 55        | （エリモローズ）       |
| 1971.  | 01.    | 15     | 京都   | 金杯（西）       | 8    | 6    | 03着 | 芝2000m（稍） | 2:07.5 | -0.3  | 目野哲也   | 54        | ケイタカシ             |
|        | 02.    | 14     | 京都   | 松籟ステークス   | 4    | 1    | 03着 | 芝1900m（重） | 2:01.6 | -0.5  | 目野哲也   | 56        | ケイサンタ             |
|        | 03.    | 07     | 中京   | 中京記念         | 12   | 5    | 12着 | ダ1700m（稍） | 1:49.3 | -1.6  | 目野哲也   | 53        | ダイホウゲツ           |
|        | 05.    | 15     | 阪神   | オープン         | 10   | 3    | 06着 | 芝1600m（良） | 1:37.5 | -0.8  | 南井克巳   | 53        | シュンサクオー         |
|        | 06.    | 06     | 阪神   | 阪急杯           | 21   | 7    | 09着 | 芝1900m（不） | 2:01.8 | -1.8  | 目野哲也   | 52        | トウメイ               |

## 産駒一覧
|        | 生年   | 馬名             | 性 | 毛色   | 父             | 戦績                                   |
| ------ | ------ | ---------------- | -- | ------ | -------------- | -------------------------------------- |
| 第1子  | 1974年 | クニノホウライ   | 牝 | 鹿毛   | ネプテューヌス | 24戦2勝（うち障害4戦2勝）              |
| 第2子  | 1976年 | ゴールドホウライ | 牡 |        | グロリアスオー | 2戦0勝                                 |
| 第3子  | 1977年 | クニノキヨコ     | 牝 | 鹿毛   | ダイコーター   | 9戦1勝                                 |
| 第4子  | 1978年 | ブルホウライ     | 牝 | 黒鹿毛 | プルバン       | 不出走                                 |
| 第5子  | 1979年 | ダイヤホウライ   | 牡 | 栗毛   | プルバン       | 12戦0勝                                |
| 第6子  | 1982年 | サロニカクイン   | 牝 | 栗毛   | ホクトボーイ   | 37戦6勝                                |
| 第7子  | 1983年 | ハナノホウライ   | 牝 | 黒鹿毛 | パーソナリティ | 不出走                                 |
| 第8子  | 1984年 | サロニカキング   | 牡 | 鹿毛   | パーソナリティ | 38戦16勝（うち地方31戦16勝、中津記念） |
| 第9子  | 1985年 | ホウライナリティ | 牝 | 鹿毛   | パーソナリティ | 地方27戦10勝                           |
| 第10子 | 1986年 | ホウライエテルナ | 牝 | 黒鹿毛 | シンザン       | 8戦0勝                                 |
| 第11子 | 1987年 | トヨカズテイオー | 牡 | 青鹿毛 | パーフライト   | 3戦1勝                                 |
| 第12子 | 1989年 | サロニカエース   | 牝 | 黒鹿毛 | ミナガワマンナ | 9戦0勝                                 |

## 血統表
| クニノハナの血統（ネヴァーセイダイ系（ナスルーラ系） / Nearco 4×4=12.5%、Blandford 5×4=9.36%、Man o'War 5×5=6.25%） | クニノハナの血統（ネヴァーセイダイ系（ナスルーラ系） / Nearco 4×4=12.5%、Blandford 5×4=9.36%、Man o'War 5×5=6.25%） | クニノハナの血統（ネヴァーセイダイ系（ナスルーラ系） / Nearco 4×4=12.5%、Blandford 5×4=9.36%、Man o'War 5×5=6.25%） | （血統表の出典）        | （血統表の出典） |
| 父 *ネヴァービート Never Beat 1960 栃栗毛 イギリス                                                                  | 父の父Never Say Die 1951 栗毛 アメリカ                                                                              | Nasrullah | Nearco                  | Nearco           |
| 父 *ネヴァービート Never Beat 1960 栃栗毛 イギリス                                                                  | 父の父Never Say Die 1951 栗毛 アメリカ                                                                              | Nasrullah | Mumtaz Begum            |                  |
| 父 *ネヴァービート Never Beat 1960 栃栗毛 イギリス                                                                  | 父の父Never Say Die 1951 栗毛 アメリカ                                                                              | Singing Grass | War Admiral             | War Admiral      |
| 父 *ネヴァービート Never Beat 1960 栃栗毛 イギリス                                                                  | 父の父Never Say Die 1951 栗毛 アメリカ                                                                              | Singing Grass | Boreale                 |                  |
| 父 *ネヴァービート Never Beat 1960 栃栗毛 イギリス                                                                  | 父の母Bride Elect 1952 黒鹿毛 イギリス                                                                              | Big Game | Bahram                  | Bahram           |
| 父 *ネヴァービート Never Beat 1960 栃栗毛 イギリス                                                                  | 父の母Bride Elect 1952 黒鹿毛 イギリス                                                                              | Big Game | Myrobella               |                  |
| 父 *ネヴァービート Never Beat 1960 栃栗毛 イギリス                                                                  | 父の母Bride Elect 1952 黒鹿毛 イギリス                                                                              | Netherton Maid | Nearco                  | Nearco           |
| 父 *ネヴァービート Never Beat 1960 栃栗毛 イギリス                                                                  | 父の母Bride Elect 1952 黒鹿毛 イギリス                                                                              | Netherton Maid | Phase                   |                  |
| 母 アキイヅミ 1955 鹿毛 日本                                                                                        | 母の父クリノハナ 1949 栗毛 日本                                                                                     | *プリメロ Primero                                                                                                   | Blandford               | Blandford        |
| 母 アキイヅミ 1955 鹿毛 日本                                                                                        | 母の父クリノハナ 1949 栗毛 日本                                                                                     | *プリメロ Primero                                                                                                   | Athasi                  |                  |
| 母 アキイヅミ 1955 鹿毛 日本                                                                                        | 母の父クリノハナ 1949 栗毛 日本                                                                                     | オホヒカリ | 月友                    | 月友             |
| 母 アキイヅミ 1955 鹿毛 日本                                                                                        | 母の父クリノハナ 1949 栗毛 日本                                                                                     | オホヒカリ | *アイリツシユアイズ     |                  |
| 母 アキイヅミ 1955 鹿毛 日本                                                                                        | 母の母アサミドリ 1947 黒鹿毛 日本                                                                                   | クレタケ | *トウルヌソル           | *トウルヌソル    |
| 母 アキイヅミ 1955 鹿毛 日本                                                                                        | 母の母アサミドリ 1947 黒鹿毛 日本                                                                                   | クレタケ | 第参オーグメント        |                  |
| 母 アキイヅミ 1955 鹿毛 日本                                                                                        | 母の母アサミドリ 1947 黒鹿毛 日本                                                                                   | *ビデイスキヤリジヤー Biddy Scaliger                                                                                | Scaliger                | Scaliger         |
| 母 アキイヅミ 1955 鹿毛 日本                                                                                        | 母の母アサミドリ 1947 黒鹿毛 日本                                                                                   | *ビデイスキヤリジヤー Biddy Scaliger                                                                                | Mistress Biddy F-No.2-c |                  |